# Hafia FC
FC Hafia Conakry je guinejský fotbalový klub založený v roce 1951 v Conakry, hlavním městě Guineje. Dříve se klub jmenoval Conacry II a byl nejlepším týmem Afriky. Hrají na stadionu Stade 28 Septembre s kapacitou 25 00 míst.

## Tituly
- Africký Pohár mistrů: 3 (1972, 1975, 1977)
- Guinejská Liga: 16 (1966, 1967, 1968 (Conacry II), 1971, 1972, 1973, 1974, 1975, 1976, 1977, 1978, 1979, 1982, 1983, 1985, 2023)
- Guinejský Pohár: 3 (1992, 1993, 2002)

## Slavní bývalí hráči
- Papa Camara
- Bengally Sylla
- Abdoulaye Keita
- Souleymane Cherif
- Petit Sory
- Mamadou Aliou Kéïta